# Born Free (álbum)
Born Free é o oitavo álbum de estúdio do cantor Kid Rock, lançado a 15 de Novembro de 2010.
| Críticas profissionais                                                      | Críticas profissionais |
| Avaliações da crítica                                                       | Avaliações da crítica  |
| Fonte                                                                       | Avaliação              |
| --------------------------------------------------------------------------- | ---------------------- |
| allmusic                                                                    | [ 2 ]                  |
| Esta tabela precisa de ser acompanhada por texto em prosa. Consulte o guia. |                        |

## Faixas
1. "Born Free" - 5:13
2. "Slow My Roll" - 4:18
3. "Care" (com Martina McBride e T.I.) - 4:12
4. "Purple Sky" - 4:05
5. "When It Rains" - 4:45
6. "God Bless Saturday" -	3:34
7. "Collide" (com Sheryl Crow nas vocais e Bob Seger no piano) - 4:49
8. "Flyin' High" (com Zac Brown Band) - 4:03
9. "Times Like These" - 5:56
10. "Rock On" - 5:22
11. "Rock Bottom Blues" - 3:51
12. "For the First Time (In a Long Time)" - 5:46
13. "Care" (Demo, com Mary J. Blige) - 4:25

## Paradas
| Ano  | Parada                           | Posição |
| ---- | -------------------------------- | ------- |
| 2010 | Estados Unidos - Billboard 200   | 5       |
| 2010 | Canadá - Top Canadian Albums     | 11      |
| 2010 | Estados Unidos - Top Rock Albums | 1       |